# Euroliga 2010./11.
Ovo je 54. izdanje elitnog europskog klupskog košarkaškog natjecanja. Sudjelovale su 24 momčadi (38 računajući kvalifikacije) raspoređene u četiri skupine po četiri. Najbolje četiri iz svake išlo je u Top 16 u kojem su bile formirane četiri skupine, a iz svake su dvije išle u četvrtzavršnicu. Završni turnir održan je u Barceloni od 6. do 8. svibnja 2011. Hrvatski predstavnik Cibona ispao je u skupini.
- najkorisniji igrač:  Dimitris Diamantidis ( Panathinaikos)

## Završni turnir

### Poluzavršnica
- Panathinaikos -  Mens Sana Siena 77:69
- Maccabi Tel Aviv -  Real Madrid 82:63

### Završnica
- Panathinaikos -  Maccabi Tel Aviv 78:70

- europski prvak:  Panathinaikos (šesti naslov)
  - sastav: Milenko Tepić, Aleks Marić, Stratos Perperoglou, Mike Batiste, Antonis Fotsis, Romain Sato, Drew Nicholas, Kostas Tsartsaris, Dimitris Diamantidis, Ian Vougioukas, Nick Calathes, Giorgos Bogris, Kostas Kaimakoglou, trener Želimir Obradović